# العيش على الحب لوحده
العيش على الحب لوحده (بالفرنسية: D'amour et d'eau fraîche)‏ هو فيلم درامي رومانسي فرنسي تم إنتاجه في سنة 2010 وهو من بطولة أنيه ديموستييه وبيو مارماي ومن إخراج إيزابيل تشاجكا.

## القصة
قصة الفيلم تتكلم عن جولي باتايي وهي طالبة جامعية بعمر ال23 تسعى للعمل لإكمال دراستها، تتعرف على شاب إسمه بين لتعمل معه وبعد أن عملت معه يقعان بحب بعضهما.

## البطولة
- أنيه ديموستييه بدور جولي باتايي
- بيو مارماي بدور بين
- أديلايد ليرو بدور لوري
- جينيفر ديكر بدور لورا
- لوران بونتيرينو بدور برنارد
- جان لويس كولو ك بدور جان
- كرستين بروكر بدور كوكو
- أوزيان موزاس بدور دايان
- أرموني ساندرز بدور شارلوت

## الترشيحات
ترشح الفيلم من خلال الممثلة أنيه ديموستييه لنيل جائزة سيزار لأفضل ممثلة واعدة في سنة 2011، وترشح بيو مارماي أيضاً لنيل جائزة أفضل ممثل واعد.

## روابط خارجية
- العيش على الحب لوحده على موقع IMDb (الإنجليزية)
- العيش على الحب لوحده على موقع روتن توميتوز (الإنجليزية)
- العيش على الحب لوحده على موقع ألو سيني (الفرنسية)
- العيش على الحب لوحده على موقع Turner Classic Movies (الإنجليزية)
- العيش على الحب لوحده على موقع أول موفي (الإنجليزية)
- العيش على الحب لوحده على موقع فيلمافينيتي (الإسبانية)
- العيش على الحب لوحده على موقع قاعدة بيانات الفيلم (الإنجليزية)
- العيش على الحب لوحده على موقع ليتربوكسد (الإنجليزية)
- العيش على الحب لوحده على موقع كينوبويسك (الروسية)